# U–1233
Az U–1233 tengeralattjárót a német haditengerészet rendelte a hamburgi Deutsche Werft AG-től 1941. október 14-én. A hajót 1944. március 22-én vették hadrendbe. Egy járőrutat tett, hajót nem süllyesztett el.

## Pályafutása
Az U–1233 első és egyetlen harci küldetésére Hans-Joachim Kuhn kapitány irányításával 1944. december 24-én futott ki Bergenből. Az Atlanti-óceán északi részén vadászott, de nem tudott egy hajót sem elsüllyeszteni. 1945. május 5-én legénysége a dániai Baring-öbölben megadta magát. A britek a háború utáni Deadlight hadműveletben elsüllyesztették.

## Kapitányok
| Név                  | Kezdőnap          | Zárónap         |
| -------------------- | ----------------- | --------------- |
| Helmut Thurmann      | 1944. április 19. | 1944. május 14. |
| Hans-Christian Wrede | 1944. október 17. | 1945. május 5.  |

## Őrjárat
| Indulás | Indulónap          | Érkezés      | Zárónap           |
| ------- | ------------------ | ------------ | ----------------- |
| Bergen  | 1944. december 24. | Kristiansand | 1945. március 28. |